# Allegro ma non troppo (livro)
Allegro ma non troppo (em portguês, algo como "alegre, mas não muito rápido") é o título de um dos livros mais conhecidos do historiador italiano Carlo M. Cipolla, publicado em 1988 pela editora bolonhesa Il Mulino.
O livro contém dois ensaios satíricos publicados em inglês, respectivamente em 1973 e 1976, e destinados a um pequeno círculo de amigos do mesmo autor. Os ensaios parodiam as técnicas metodológicas da análise humanística e da historiografia. O sucesso inesperado desses dois escritos levou a editora e o autor a decidir reuni-los e publicá-los em uma edição oficial que foi impressa pela primeira vez na Itália em 1988 com o título Allegro ma non troppo. Reimpresso várias vezes nos anos seguintes, o volume chegou a 350.000 exemplares na Itália e foi impresso em pelo menos treze idiomas, mais recentemente em inglês, pois somente em 2011 a editora Il Mulino decidiu publicar a versão original de As Leis Básicas da Estupidez Humana, tornando a versão original do artigo disponível ao público.

## O papel das especiarias (e da pimenta em particular) no desenvolvimento econômico da Idade Média
Este longo título, O papel das especiarias (e da pimenta em particular) no desenvolvimento econômico da Idade Média (em italiano Il ruolo delle spezie (e del pepe in particolare) nello sviluppo economico del Medioevo), um breve texto que forma a primeira parte, é onde Cipolla traz algumas histórias fantásticas sobre a importância da pimenta na Idade Média europeia, à qual ele atribui tanto a criação das cruzadas como o desenvolvimento da economia inglesa na Idade Moderna, inventando relações de causa e efeito através de fórmulas cliométricas absurdas.
Esse ensaio descreve uma hilariante paródia da história econômica e social medieval a partir da escassa disponibilidade de pimenta na Europa após a queda do Império Romano e o fim temporário do comércio com o Oriente. Com um conto irônico, Cipolla conta brevemente a história econômica medieval, a partir da queda do Império Romano, que seria atribuível ao uso do chumbo como metal para artefatos domésticos que levou à esterilidade da classe dominante romana, que não conseguiu renovar e, portanto, se opor às hordas bárbaras, e como o fim do comércio com o Oriente causou a escassez da pimenta afrodisíaca na dieta medieval. A partir dessa falta de pimenta, Cipolla conecta a primeira cruzada organizada por Pedro, o eremita, este último muito propenso a comidas condimentadas, que queriam conquistar a terra santa para reabrir o comércio de especiarias com o Oriente, o que rendeu ganhos significativos e atuou como força motriz para o recrescimento econômico e repovoamento da Europa (já que a pimenta teria "revivido "os desejos sexuais dos europeus). A partir deste momento, o ensaio, sempre à beira do paradoxo, constrói vínculos entre o controle dos vinhedos na França, a Guerra dos Cem Anos, o comércio da lã fina inglesa, a peste de 1300 e o nascimento do Renascimento italiano que ato final da idade média.

## As leis fundamentais da estupidez humana

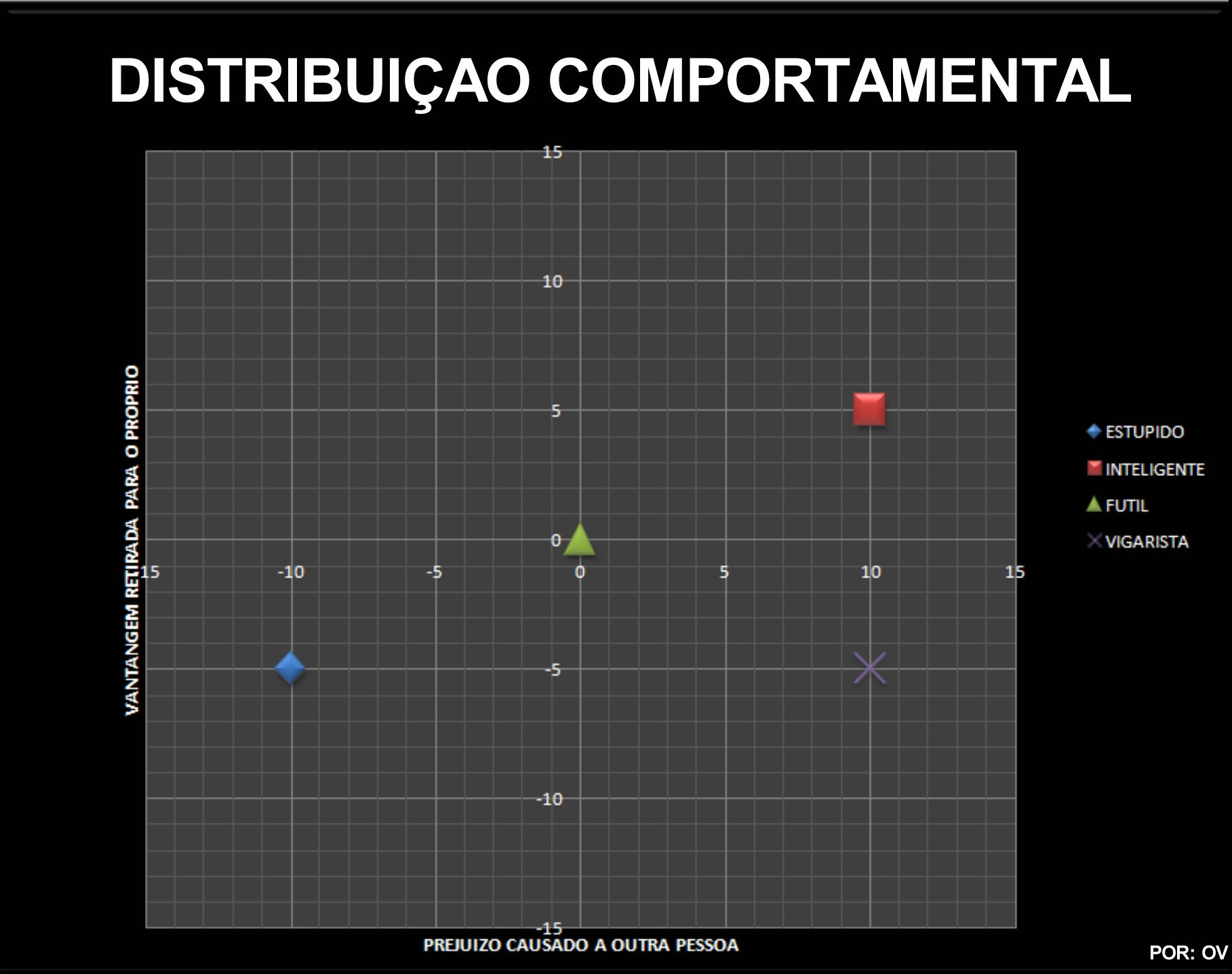
Gráfico ilustrativo do comportamento das pessoas: Inteligentes; Vigaristas; Fúteis; Estúpidas. Em que se mostra que os estúpidos ocupam a parte inferior esquerda do gráfico, em oposição aos inteligentes, que ocupam a parte superior direita do gráfico.

Em As leis fundamentais da estupidez humana (em italiano Le leggi fondamentali della stupidità umana), Cipolla identifica dois fatores a serem considerados ao investigar o comportamento humano :
- Dano ou vantagem que o indivíduo faz a si mesmo
- Dano ou vantagem que o indivíduo causa a outros

Desta forma, Cipolla classifica a população humana em cinco grandes grupos:
- O inteligente (canto superior direito): conseguem ter uma acção que resulte em vantagem para si e também para os outros (ainda que menor);
- O vigarista (canto inferior direito): tiram vantagem para si com prejuízo de terceiros;
- O fútil (no centro, eixos 0 e 0) não gera vantagem ou prejuízo nem para si nem para os outros;
- O incauto (canto superior esquerdo): geram vantagem aos outros, causando prejuízo a si próprios;
- O estúpido (canto inferior esquerdo): têm uma acção que resulta em prejuízo para si e para os outros (ainda que menor).

A partir desse gráfico, Cipolla traça uma série de conclusões e reflexões irônicas e divertidas que corroboram sua teoria. Como, por exemplo, as cinco leis da estupidez humana, que definem o comportamento da estupidez na humanidade. São elas:
1. Sempre e inevitavelmente, cada um de nós subestima o número de indivíduos estúpidos que há no mundo.
2. A probabilidade de que uma determinada pessoa seja estúpida é independente de qualquer outra característica dela mesma.
3. Uma pessoa é estúpida se ela causa um dano a outra ou a um grupo sem obter nenhum beneficio para si, ou mesmo sofrendo prejuízo.
4. As pessoas não estúpidas subvalorizam sempre o potencial nocivo das pessoas estúpidas; esquecem constantemente que em qualquer momento e lugar, e em qualquer circunstância, tratar ou associar-se com indivíduos estúpidos constitui inevitalmente um custoso erro.
5. A pessoa estúpida é o tipo de pessoa mais perigosa que existe.

## Traduções
O livro foi traduzido para o espanhol (Crítica), para o francês (Balland), para o galego (Rinoceronte Editora) e para o português (Celta), com o mesmo título.